# L'Homme qui rétrécit (roman)
Pour les articles homonymes, voir L'Homme qui rétrécit.
L’Homme qui rétrécit (titre original : The Shrinking Man) est un roman d'aventures de science-fiction écrit par Richard Matheson et publié en 1956 aux États-Unis. Il a été adapté au grand écran en 1957 dans un film du même nom réalisé par Jack Arnold et dont l'écrivain signe lui-même le scénario. Une autre adaptation est prévue pour 2025.

## Résumé
Au cours de ses vacances, un homme est exposé à une curieuse brume gazeuse radioactive. Quelques semaines après cet incident, l’homme constate certains changements physiques chez lui. Il perd du poids, puis se met à rétrécir.

## Adaptations au cinéma
- 1957 : L'Homme qui rétrécit (The Incredible Shrinking Man), film américain de Jack Arnold
- 2025 : L'Homme qui rétrécit, film franco-belge de Jan Kounen

## Éditions françaises
- 1957 : L'Homme qui rétrécit, Richard Matheson ; traduit par Claude Elsen, Denoël, coll. « Présence du futur », 205 p. (BNF 32429113)
- 2000 : L'Homme qui rétrécit, Richard Matheson ; traduit par Jacques Chambon, Gallimard, coll. « Folio SF » no 22, 271 p.  (ISBN 2-07-041581-3) (BNF 37122387)
- 2014 : Par-delà la légende : romans, Richard Matheson ; traduit par Ronald Blunden ; Gallimard, coll. « Folio SF » ; no 499, 734 p.  (ISBN 978-2-07-046157-8) (BNF 44206531) Réunit : Je suis une légende (I Am Legend) ; L'Homme qui rétrécit (The Shrinking Man) et Le Jeune Homme, la Mort et le Temps (Bid Time Return)